# 북동 그린란드 국립공원

북동 그린란드 국립공원의 위치

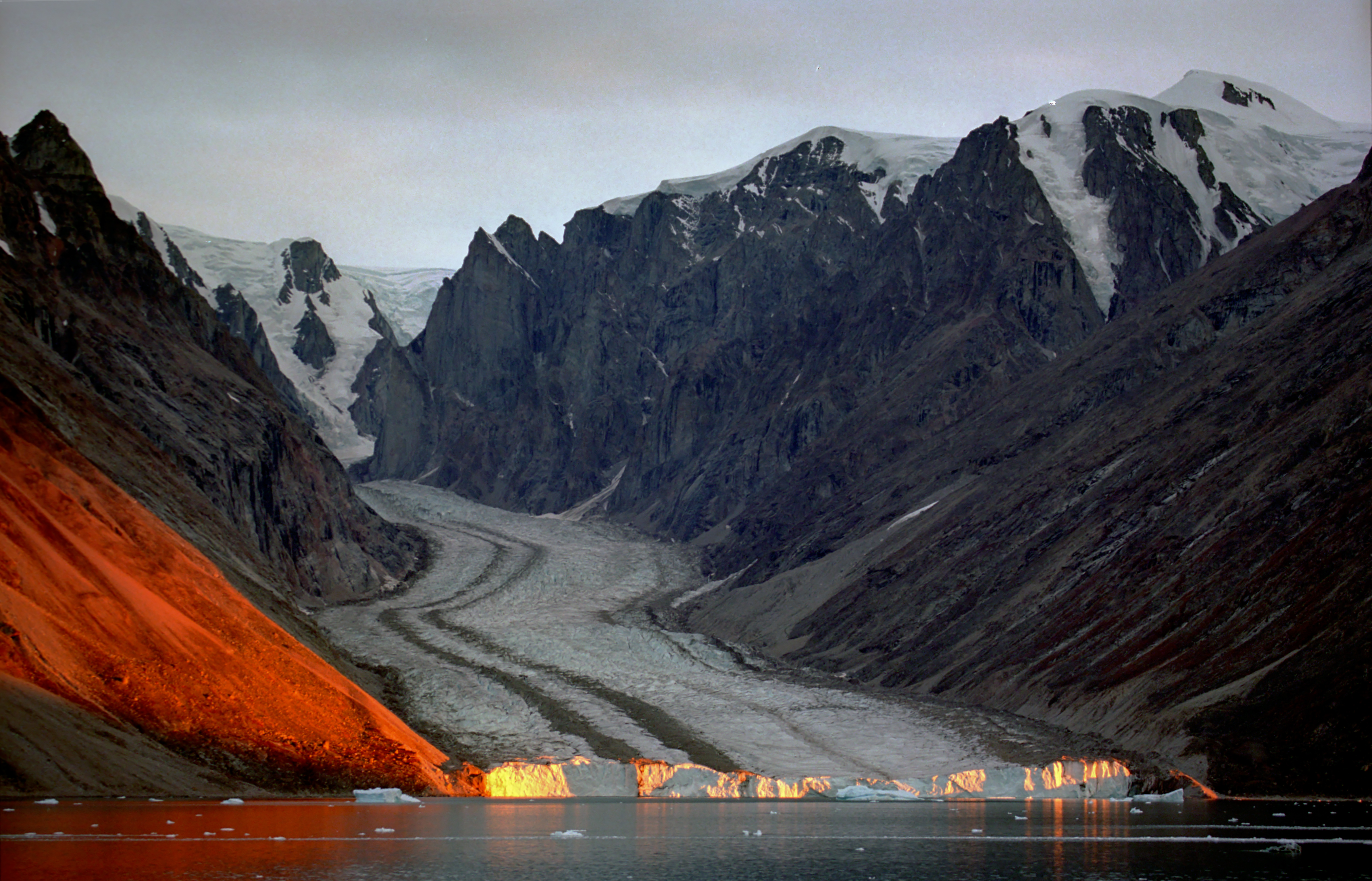
케제르 프란츠 요제프 피오르

북동 그린란드 국립공원(Northeast Greenland National Park, 덴마크어: Grønlands Nationalpark)은 세계에서 가장 큰 국립공원으로, 972,000km2의 면적을 차지하고 있다.
이는 그린란드의 유일한 국립공원이자, 세계에서 가장 북쪽에 있는 국립공원으로, 한반도 면적(220,748km2)의 4.2배, 일본 전체 면적(377,973km2)의 2.57배에 육박한다.
공원은 그린란드 북동부의 해안선 전부와 내륙 지방을 포함하고 있다.
이 국립공원은 1974년 5월 22일에 처음 만들어졌으며, 1988년에 현재의 크기로 확장되었다.
또한 이 공원은 1977년 1월에는 국제 생물권보전지역으로 지정되었으며, 그린란드의 환경/자연부에서 관리감독하고 있다.

## 인구

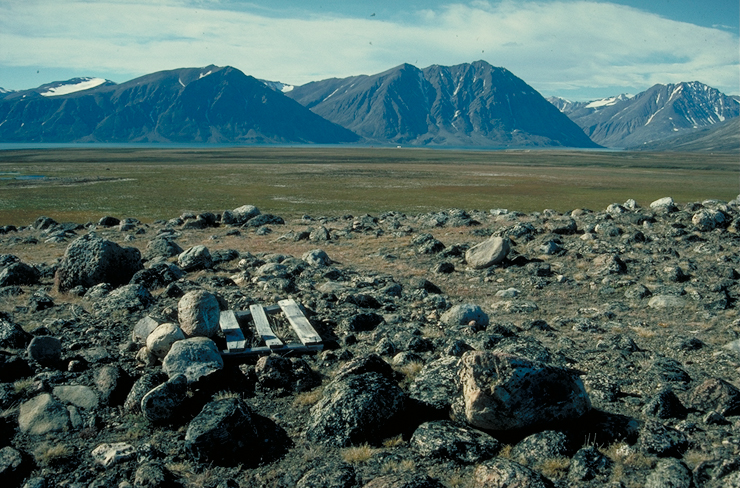
자켄베르크 묘지

북동 그린란드 국립공원은 고위도 지역에 위치하여 기후 조건이 아주 혹독한데다 지형도 척박한 탓에(전 국토의 80% 이상이 설원과 돌 뿐인 황무지로 되어 있음) 주민이 거주하기에는 아주 열약하다.
30여 명이 현재 거주 중이며, 개가 110여 마리이다.
공원 내에 위치한 경비 본부, 민간 측후소, 군사 기지 등에서 수십 명 정도가 겨울을 날 뿐이며, 여름철에 극소수의 연구학자들하고 관광객들만이 찾을 뿐이다.

## 동물상(相)
이 국립공원에는 5천~1만 5천 마리 정도로 추산되는 사향소(이는 전 세계 사향소 개체수의 40%에 이르는 숫자로 여겨진다)들이 있으며, 수많은 북극곰과 바다코끼리들이 해안가에 서식한다.
이외에도 북극여우, 그린란드 늑대, 흰담비, 레밍, 북극토끼 등의 포유류들이 있다.
또한 바다 동물로는 고리무늬물범, 턱수염바다물범, 하프물범, 두건바다표범, 일각고래, 흰고래 등이 있다.
공원 내에서 번식하는 조류로는 큰아비, 흰뺨기러기, 솜털오리, 오색솜털오리, 흰매, 흰올빼미, 세발가락도요, 뇌조, 갈까마귀 등이 있다.

## 같이 보기
- 그린란드의 인구